# Polska Formuła Easter Sezon 1990
1990 – szesnasty sezon Polskiej Formuły Easter. Był rozgrywany w ramach WSMP jako klasa E5. Składał się z sześciu eliminacji. Mistrzem został Mariusz Podkalicki (Promot III).

## Kalendarz wyścigów
| Runda | Data            | Tor    | Pole position      | Najszybsze okrążenie | Zwycięzca (kierowcy) | Zwycięzca (zespoły)       |
| ----- | --------------- | ------ | ------------------ | -------------------- | -------------------- | ------------------------- |
| 1     | 6 maja          | Poznań | Mariusz Podkalicki | ?                    | Kazimierz Sołtowski  | Automobilklub Szczeciński |
| 2     | 20 maja         | Poznań | Frank Brendecke    | ?                    | Jürgen Stiebritz     | MC Gräfentonna            |
| 3     | 24 czerwca      | Kielce | Jacek Szmidt       | ?                    | Mariusz Podkalicki   | Automobilklub Szczeciński |
| 4     | 2 września      | Toruń  | Jacek Szmidt       | ?                    | Mariusz Podkalicki   | Automobilklub Szczeciński |
| 5     | 16 września     | Kielce | Jacek Szmidt       | ?                    | Jacek Szmidt         | Automobilklub Toruński    |
| 6     | 14 października | Poznań | Jacek Szmidt       | ?                    | Edgard Lindgren      | MADI                      |

## Klasyfikacja kierowców
| Legenda oznaczeń w tabelach wyników Wyświetl szablon na nowej stronie | Legenda oznaczeń w tabelach wyników Wyświetl szablon na nowej stronie                                                                     |
| Oznaczenie                                                            | Wyjaśnienie |
| --------------------------------------------------------------------- | --- |
| Złoty                                                                 | Zwycięzca lub mistrzostwo |
| Srebrny                                                               | 2. miejsce lub wicemistrzostwo |
| Brązowy                                                               | 3. miejsce lub II wicemistrzostwo |
| Zielony                                                               | Ukończył, punktował (w klasyfikacji generalnej, gdy zdobył co najmniej jeden punkt na przestrzeni sezonu, poza trzema powyższymi opcjami) |
| Niebieski                                                             | Ukończył, nie punktował (w klasyfikacji generalnej, gdy nie zdobył co najmniej jednego punktu na przestrzeni sezonu)                      |
| Czerwony                                                              | Nie zakwalifikował się (NZ) |
| Czerwony                                                              | Nie prekwalifikował się (NPK) |
| Różowy                                                                | Nie ukończył (NU) |
| Różowy                                                                | Niesklasyfikowany (NS) (w klasyfikacji generalnej, gdy nie został sklasyfikowany w żadnym wyścigu sezonu)                                 |
| Czarny                                                                | Zdyskwalifikowany (DK) |
| Czarny                                                                | Wykluczony (WYK/EX) |
| Biały                                                                 | Nie wystartował (NW) |
| Biały                                                                 | Kontuzjowany (K/INJ) |
| Biały                                                                 | Wyścig odwołany (OD/C) |
| Bez koloru                                                            | Został wycofany (WYC/WD) |
| Bez koloru                                                            | Nie przybył (NP/DNA) |
| Bez koloru                                                            | Nie brał udziału w treningach (NT/DNP) |
| Bez koloru                                                            | Nie został zgłoszony (–) |
| Pogrubienie                                                           | Start z pole position |
| Kursywa                                                               | Najszybsze okrążenie wyścigu |
| †                                                                     | Nie ukończył, ale jego rezultat został zaliczony ze względu na przejechanie więcej niż 90% dystansu wyścigu.                              |
| *                                                                     | Sezon w trakcie |
| 1/2/3                                                                 | Punktowana pozycja w sprincie kwalifikacyjnym                                                                                             |
| Lista systemów punktacji Formuły 1                                    | |

| Poz.                                          | Kierowca               | Zespół                        | POZ | POZ | KIE | TOR | KIE | POZ | Punkty |
| --------------------------------------------- | ---------------------- | ----------------------------- | --- | --- | --- | --- | --- | --- | ------ |
| 1                                             | Mariusz Podkalicki     | Automobilklub Szczeciński     | 2   | NU  | 1   | 1   | 5   | 4   | 100    |
| 2                                             | Jacek Szmidt           | Automobilklub Toruński        | 6   | 3   | 8   | NW  | 1   | 2   | 92     |
| 3                                             | Krzysztof Wodziński    | Autoklub Rzemieślnik Warszawa | -   | 6   | 3   | 2   | 3   | 3   | 90     |
| 4                                             | Kazimierz Sołtowski    | Automobilklub Szczeciński     | 1   | 2   | DK  | 10  | 2   | NW  | 78     |
| 5                                             | Andrzej Wodziński      | Autoklub Rzemieślnik Warszawa | NU  | -   | 6   | 7   | 4   | 9   | 50     |
| 6                                             | Tytus Tuszyński        | Autoklub Rzemieślnik Warszawa | -   | -   | 5   | 8   | 6   | -   | 37     |
| 7                                             | Andrzej Grabowski      | Automobilklub Morski          | -   | 7   | -   | 9   | NU  | 13  | 36     |
| 8                                             | Piotr Górecki          | Automobilklub Morski          | 4   | 4   | -   | -   | -   | -   | 34     |
| 9                                             | Tomasz Jeromin         | Automobilklub Świętokrzyski   | NU  | 5   | NU  | 3   | NU  | NU  | 32     |
| 10                                            | Jarosław Podsiadło     | Automobilklub Kielecki        | -   | 8   | NU  | NU  | 8   | 6   | 28     |
| 11                                            | Rafał Podolski         | Automobilklub Krakowski       | -   | -   | 10  | 6   | 10  | -   | 28     |
| 12                                            | Wojciech Długołęcki    | AP Warszawa                   | 11  | 10  | 11  | -   | 13  | 12  | 28     |
| 13                                            | Jerzy Fontański        | Automobilklub Częstochowski   | 12  | 9   | 9   | 13  | -   | -   | 26     |
| 14                                            | Janusz Sączyński       | Automobilklub Morski          | NU  | -   | NU  | 11  | -   | 7   | 20     |
| 15                                            | Kazimierz Brach        | Automobilklub Morski          | NU  | 12  | NU  | -   | 14  | 8   | 18     |
| 16                                            | Piotr Lenartowicz      | Automobilklub Świętokrzyski   | -   | -   | 4   | -   | -   | -   | 17     |
| 17                                            | Władysław Starkowski   | Automobilklub Dolnośląski     | -   | -   | 12  | 14  | 12  | 14  | 17     |
| 18                                            | Artur Skwarzyński      | Autoklub Rzemieślnik Warszawa | 5   | -   | -   | -   | -   | -   | 15     |
| 19                                            | Robert Gajór           | Automobilklub Morski          | -   | -   | NU  | 12  | 7   | -   | 15     |
| 20                                            | Marek Nowak            | Autoklub Rzemieślnik Warszawa | -   | -   | NU  | NU  | 9   | 11  | 14     |
| 21                                            | Witold Witkowski       | Automobilklub Szczeciński     | 8   | NU  | -   | 15  | -   | NU  | 12     |
| 22                                            | Bohdan Leśniak         | Autoklub Rzemieślnik Warszawa | 7   | -   | -   | -   | -   | -   | 11     |
| 23                                            | Marek Głowacki         | Automobilklub Szczeciński     | 9   | NU  | -   | 16  | -   | -   | 10     |
| 24                                            | Marek Kusiak           | Automobilklub Śląski          | -   | -   | NU  | -   | -   | 10  | 8      |
| 25                                            | Tadeusz Kłosowski      | Automobilklub Morski          | 10  | -   | NU  | -   | -   | -   | 7      |
| 26                                            | Przemysław Walknowski  | Automobilklub Szczeciński     | -   | 11  | -   | NU  | -   | -   | 6      |
| 27                                            | Adam Sowa              | Autoklub Rzemieślnik Warszawa | -   | -   | NU  | NU  | 11  | -   | 5      |
| 28                                            | Bogdan Walknowski      | Automobilklub Szczeciński     | -   | 13  | -   | -   | -   | -   | 4      |
| NS                                            | Eugeniusz Zarzycki     | Autoklub Rzemieślnik Warszawa | NU  | NU  | -   | -   | -   | -   | 0      |
| NS                                            | Jarosław Soszyński     | Automobilklub Morski          | -   | -   | NU  | NU  | -   | -   | 0      |
| NS                                            | Adam Majewski          | AP Warszawa                   | -   | -   | -   | NU  | -   | -   | 0      |
| NS                                            | Marek Lewandowski      | Automobilklub Toruński        | -   | -   | -   | NU  | -   | -   | 0      |
| Kierowcy niedopuszczeni do zdobywania punktów |                        |                               |     |     |     |     |     |     |        |
| NS                                            | Jürgen Stiebritz       | MC Gräfentonna                | 3   | 1   | -   | -   | -   | -   | 0      |
| NS                                            | Edgard Lindgren        | MADI                          | -   | -   | -   | -   | -   | 1   | 0      |
| NS                                            | Gieorgij Malanczik     | Azot Grodno                   | -   | -   | 2   | -   | -   | -   | 0      |
| NS                                            | Algis Čiblys           |                               | -   | -   | -   | 4   | -   | -   | 0      |
| NS                                            | Walerij Sułtanow       | DOSAAF Machaczkała            | -   | -   | -   | 5   | -   | -   | 0      |
| NS                                            | Valdemaras Butkevičius |                               | -   | -   | -   | -   | -   | 5   | 0      |
| NS                                            | Frank Brendecke        | MC Chemnitz                   | -   | NU  | -   | -   | -   | -   | 0      |
| NS                                            | Ivars Krūmiņš          | Padomju Latvija               | -   | -   | NU  | -   | -   | -   | 0      |
| NS                                            | Jurij Gucaljuk         | Mińsk                         | -   | -   | -   | NU  | -   | -   | 0      |
| NS                                            | Władimir Andriejew     | Zawod Awtomobilnych Priciepow | -   | -   | -   | -   | -   | NU  | 0      |